# Zábřežská vrchovina
Zábřežská vrchovina (německy Hohenstädter Bergland; dříve spolu s Mohelnickou brázdou a Hanušovickou vrchovinou tvořící Jižní podhoří Hrubého Jeseníku), se rozprostírá na severozápadě Moravy a odděluje Hornomoravský úval a Mohelnickou brázdu od Orlických hor.

## Přírodní podmínky

### Poloha a rozloha
Zábřežská vrchovina je vrchovina, rozprostírající se na severozápadě Moravy. Odděluje Hornomoravský úval a Mohelnickou brázdu od Podorlické pahorkatiny. Je součástí České křídové pánve a patří geomorfologicky do Jesenické oblasti Krkonošsko-jesenické subprovincie. Na severu je Zábřežská vrchovina ohraničená podhůřím Hrubého Jeseníku, Orlických hor, na jihu pak Drahanskou vrchovinou, na niž plynule navazuje. Západní a východní okraj této vrchoviny je lemován příkrými okrajovými svahy, které spadají do sníženin Podorlické tabule, Mohelnické brázdy a Hornomoravského úvalu.
- Rozloha: 734 km2
- Nejvyšší vrcholy: Lázek (715 m n. m.), Kančí vrch (606 m n. m.), Velký Kosíř (442 m n. m.)
- Skladba: rula, břidlice, droby, vápenec, žula

### Geologie
Zábřežská vrchovina je budována rulami, břidlicemi a droby, napříč Bouzovskou vrchovinou se navíc táhne úzký pruh devonských vápenců, na který jsou vázány turisty vyhledávané Javoříčské jeskyně a Mladečské jeskyně.

### Geomorfologie
Tento vrchovinný masiv je bez výraznějších vrcholů. Je představován jen mírnými a většinou zalesněnými, klenutými hřbety, které příliš nepřevyšují okolní, zemědělsky již sporadicky využívanou, krajinu.
Zábřežská vrchovina se dělí na tři samostatné podcelky. Jsou to Bouzovská vrchovina, Mírovská vrchovina a Drozdovská vrchovina, které jsou navzájem odděleny hlubokými průlomovými údolími Moravské Sázavy, Březné a Třebůvky. Svým charakterem Zábřežská vrchovina připomíná Drahanskou vrchovinu či Nízký Jeseník.
- Bouzovská vrchovina

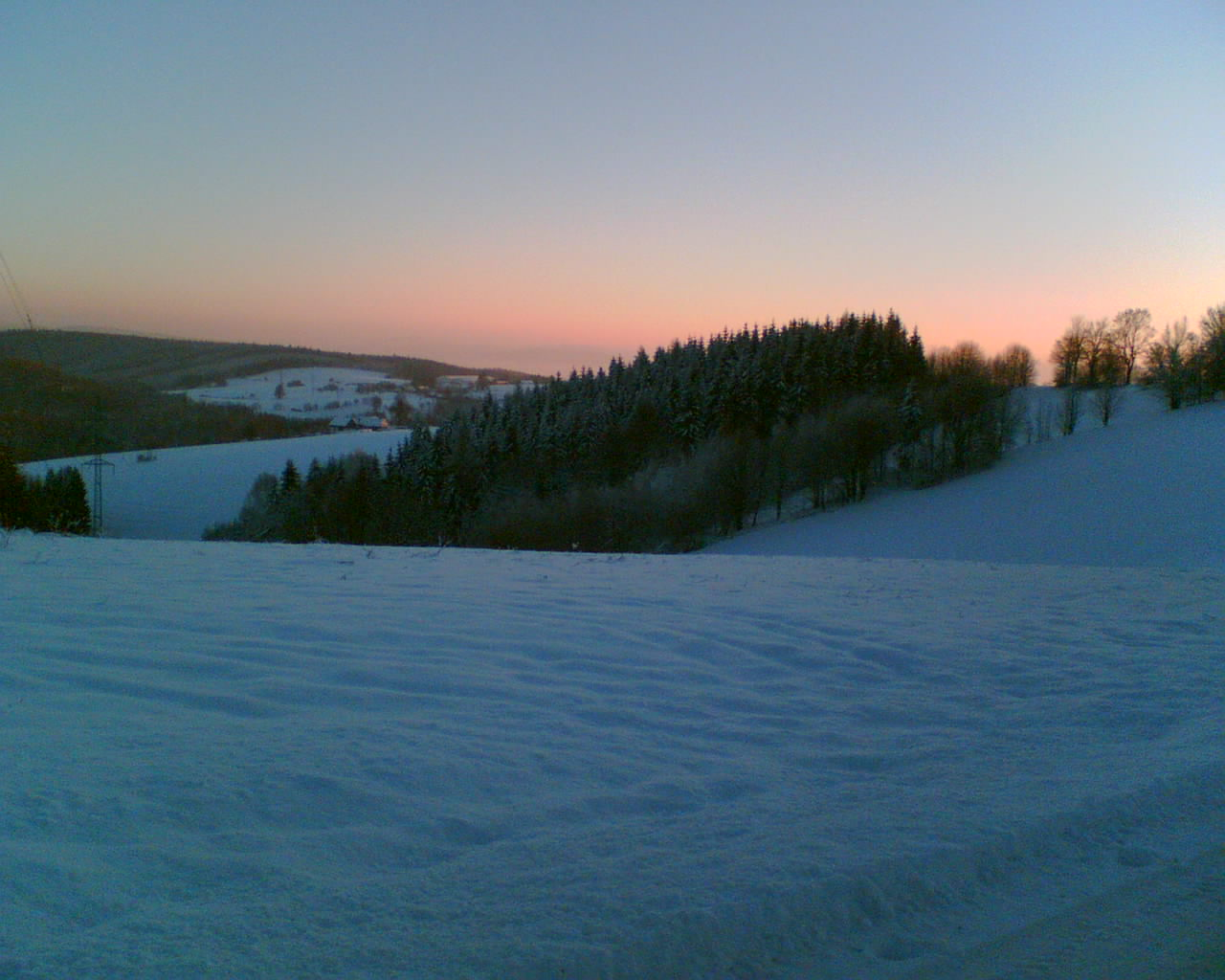
Drozdovská vrchovina (část Zábřežské vrchoviny)

Tato část je na všech stranách výrazně omezena. Na Z a SZ, při hluboce zaříznutém údolí Třebůvky, dosahuje oblast výšek až 550 m a má velmi členitý reliéf, podmíněný starší i mladou tektonikou a vertikální erozí dolní Třebůvky a jejích pravých přítoků. Na JZ je Bouzovská vrchovina ukončena výraznou tektonickou linií Chornice – Čechy pod Kosířem. V a SV část je nižší a také méně členitá. Tvoří ji plošiny na širokých hřbetech a menší kotliny v nadmořských výškách 400 – 300 m. Tato východní část, tvořená několika krami, je ukloněna k JV. Nad hluboko rozvětralé nekrasové okolí vystupují dosti výrazně krátké vápencové hřbety a vrchy s příkrými, skalnatými, často konkávními svahy. Pro malý rozsah nadpovrchových izolovaných vápencových výskytů se však zachovaly jen malé zbytky starých krasových plošin. Devonské vápence jsou zde vesměs silně zkrasovělé s velkými jeskynními soustavami v několika úrovních. Typická pro tuto krasovou oblast jsou proto vysoko položená pohřbená slepá údolí. Bouzovská vrchovina, s nejmenší střední výškou, navazuje na J na Drahanskou vrchovinu.
- Drozdovská vrchovina

Nejsevernější a nejvyšší část Zábřežské vrchoviny (vrch Lázek s rozhlednou, 715 m n. m.) je daná budínskou poruchou a na S navazuje na J okraj Orlických hor (Bukovohorskou hornatinu), na Králickou brázdu u Štítů a J Hanušovické vrchoviny.
- Mírovská vrchovina

Mírovská vrchovina je střední částí Zábřežské vrchoviny s nejvyšším Kančím vrchem (606 m n. m.) a je vymezena údolími Moravské Sázavy na SSZ a Třebůvky na JJV.
Seznam geomorfologických jednotek:
- Provincie: Česká vysočina
  - Soustava: Krkonošsko-jesenická soustava
    - Podsoustava: Jesenická podsoustava
      - Celek: Zábřežská vrchovina
        - Podcelek: Bouzovská vrchovina
          - Okrsek: Ludmírovská vrchovina
          - Okrsek: Přemyslovická pahorkatina

        - Podcelek: Mírovská vrchovina
          - Okrsek: Maletínská vrchovina
          - Okrsek: Žádlovická pahorkatina

        - Podcelek: Drozdovská vrchovina
          - Okrsek: Rovenská pahorkatina
          - Okrsek: Zborovská vrchovina

### Hydrologie

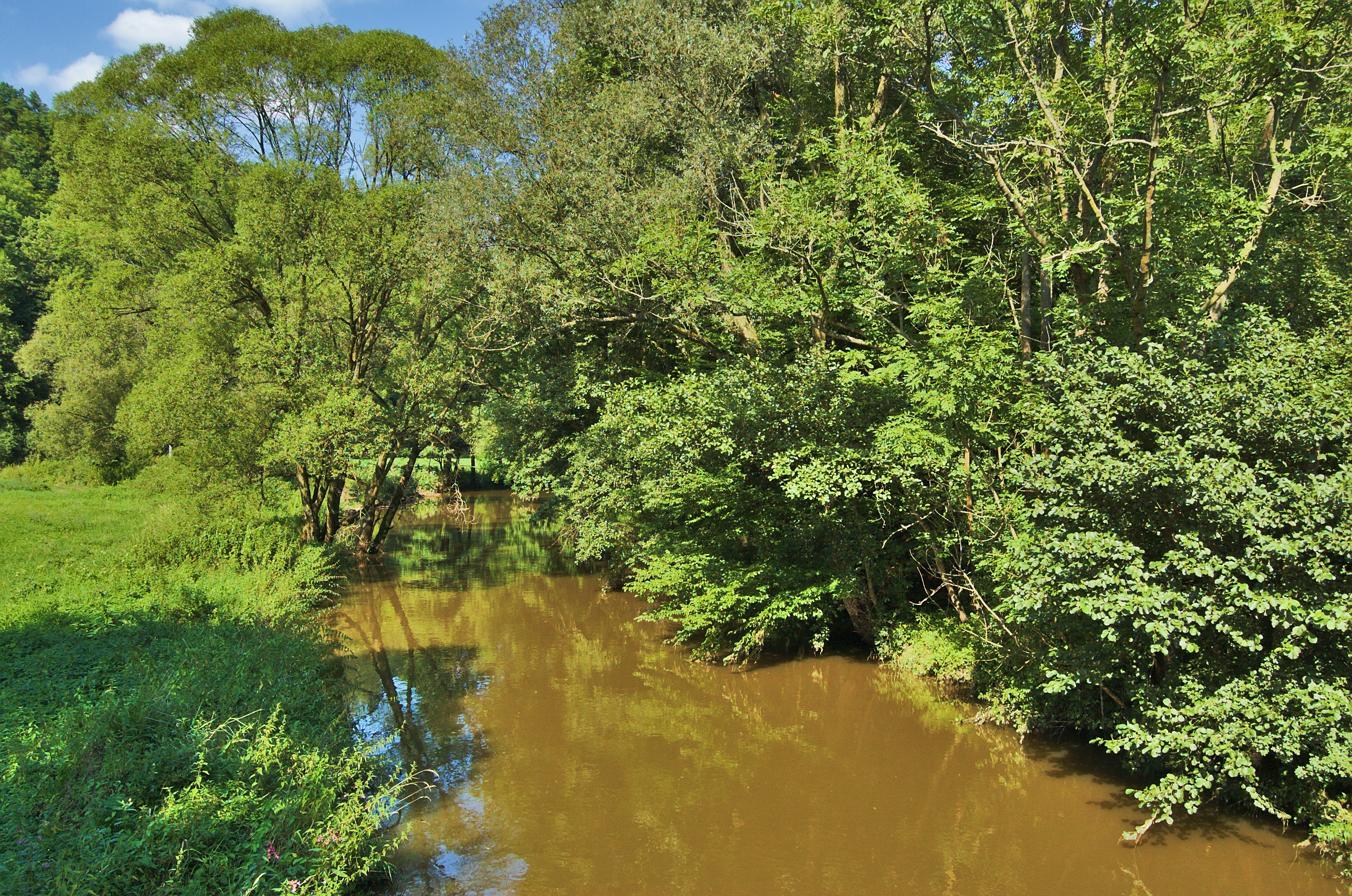
Třebůvka mezi obcemi Kadeřín a Doly

#### Řeky
- Březná
- Moravská Sázava
- Mírovka
- Třebůvka

### Vegetační stupně
Lesní vegetace odpovídá 1. až 4. vegetačnímu stupni (smrkový, jedlový, dubový, habrový, jedlobukový, bukový, ostatní listnáče).

### Krajinný pokryv

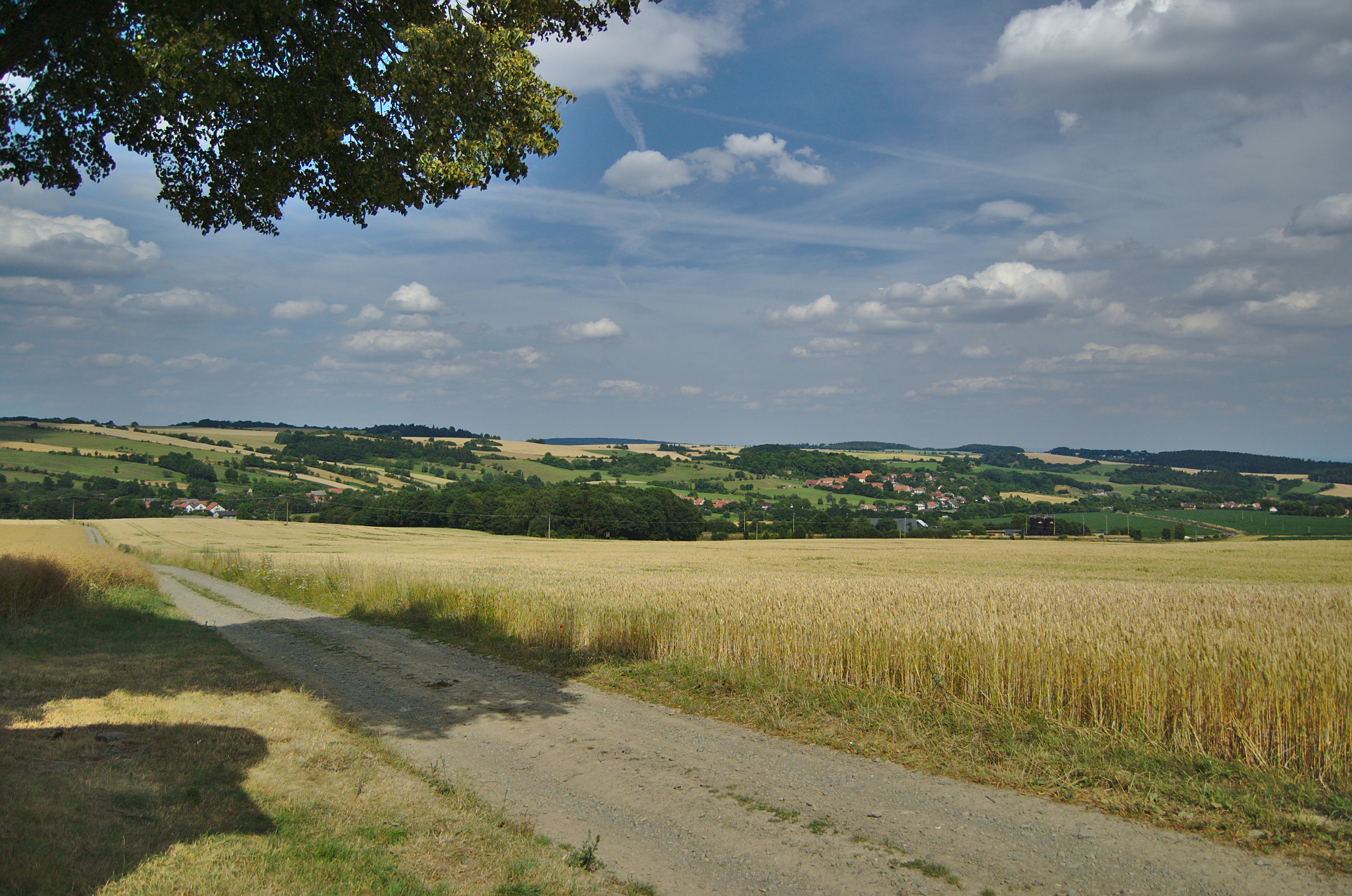
Výhled na Dzbel a Jesenec, nejjižnější část vrchoviny

59 % lesy, zemědělská půda 27 % (louky 12 %, ostatní zemědělská půda 15 %), vodní plochy 3 %, zastavěné a ostatní pozemky 11 %.

### Biocentra
Pozoruhodná jsou jak údolí říčky Březné (v poledníkovém směru od Králické brázdy po vtok do Moravské Sázavy v obci Hoštejn), tak i žulové rysy krajiny kolem obce Jedlí.
Říčka Březná a bezprostřední Přírodní park Březná tvoří hranici Čech a Moravy.
- Javoříčské jeskyně
- Mladečské jeskyně

### Chráněná území

#### Národní přírodní památky

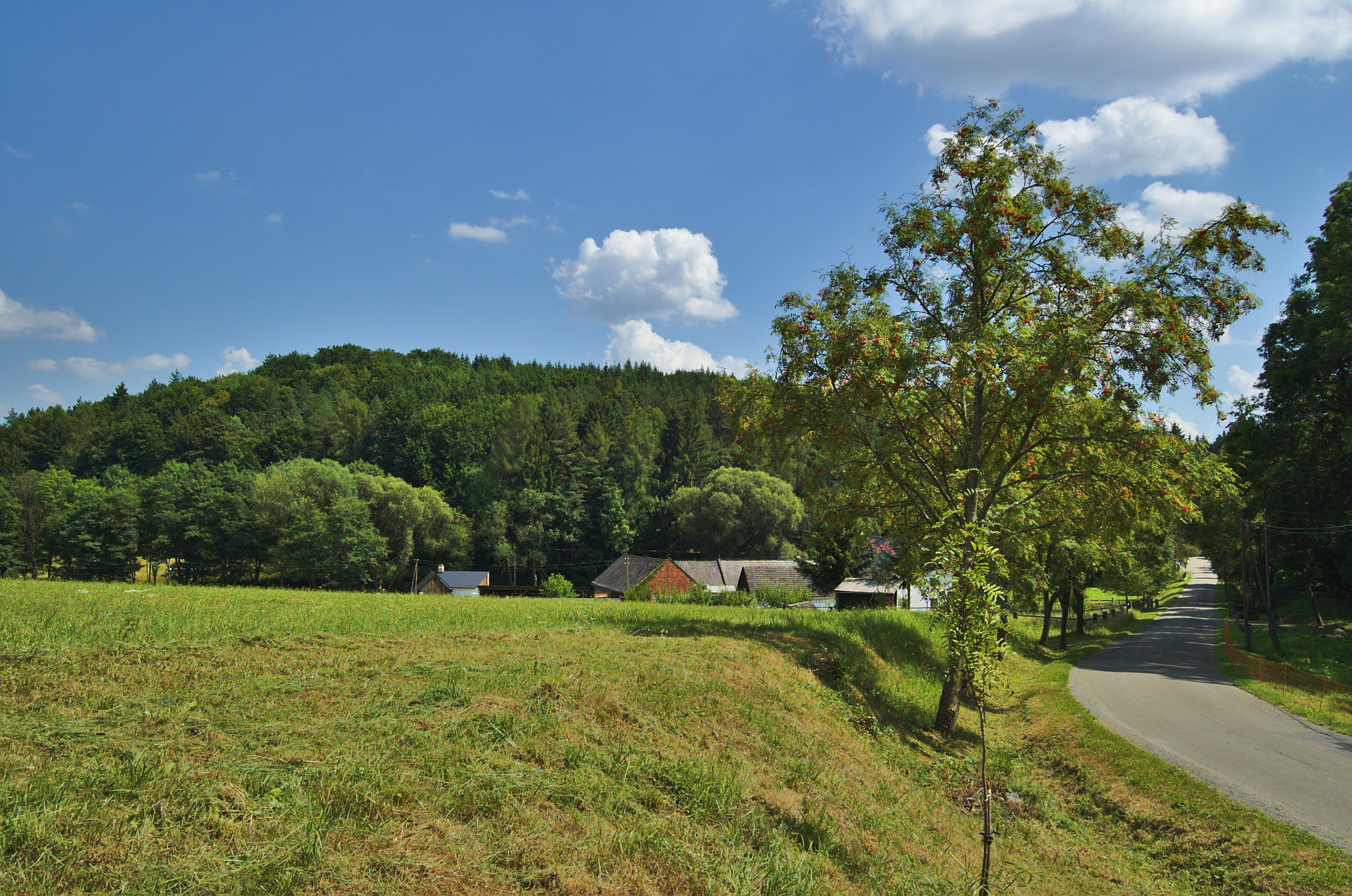
Přírodní památka Taramka

- Kosířské lomy (kód 6125/23,52 ha)

#### Přírodní památky
- Brus (přírodní památka) (kód 899/37,88 ha)
- Geologické varhany (kód 708/0,76 ha)
- Na Kozénku (kód 1012/0,59 ha)
- Rodlen (kód 2019/34,41 ha)
- Skalky (přírodní památka, okres Prostějov) (kód 1249/0,60 ha)
- Taramka (kód 1078/25,36 ha)
- U nádrže (kód 1226/2,39 ha)

#### Národní přírodní rezervace
- Špraněk (kód 440/102,29 ha)

#### Přírodní rezervace
- Malý Kosíř (kód 1731/8,05 ha)
- Průchodnice (kód 1013/20,71 ha)
- Rudka (kód 1248/21,00 ha)
- Selský les (kód 385/13,43 ha)
- Selský potok (kód 1496/6,83 ha)

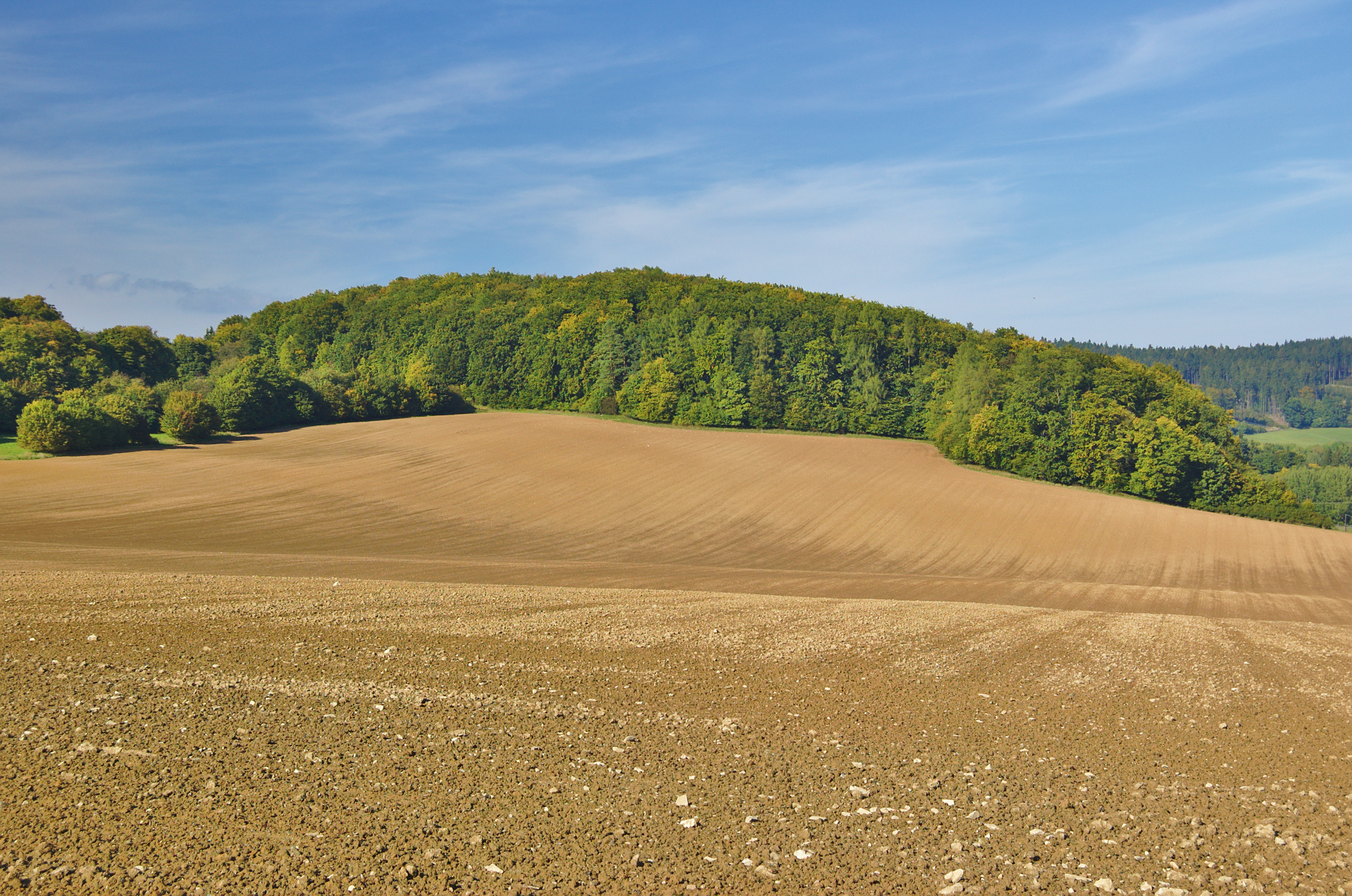
Přírodní rezervace Průchodnice

- Terezské údolí (kód 3371/85,75 ha)
- V dole (kód 450/4,39 ha)

#### Přírodní park

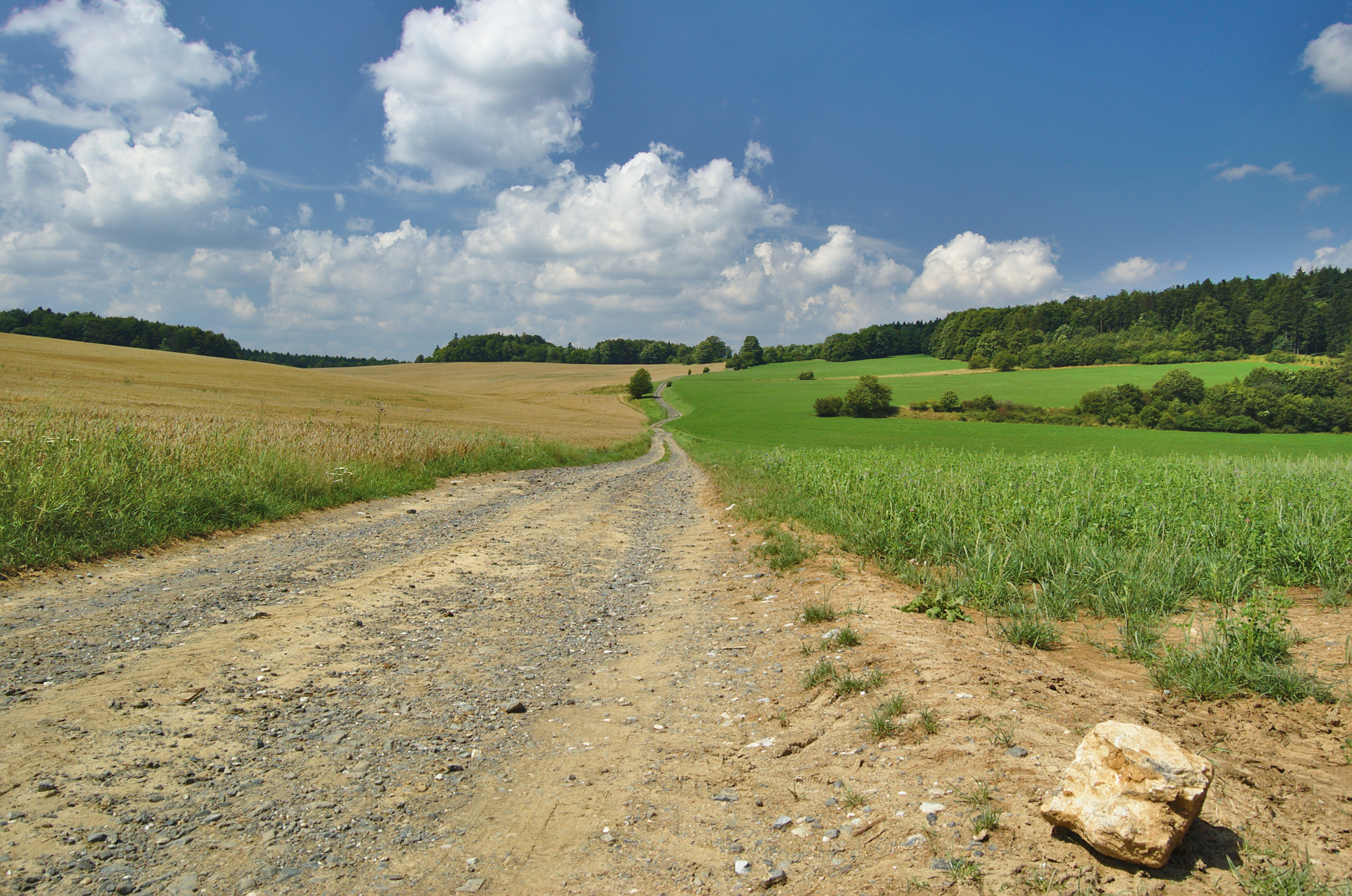
Přírodní park Kladecko

- Přírodní park Bohdalov-Hartinkov
- Přírodní park Březná
- Přírodní park Kladecko
- Přírodní park Velký Kosíř
- Přírodní park Žádlovice

### Živočištvo
- Šelmy: kuna lesní, kuna skalní, jezevec lesní, psík mývalovitý, liška obecná
- Spárkatá: srnec obecný, jelen evropský, muflon evropský, prase divoké
- Ryby: střevle potoční, vranka obecná, pstruh obecný, lipan podhorní aj.
- Obojživelníci: skokan hnědý, rosnička zelená, čolek skvrnitý
- Plazi: užovka obojková, zmije obecná
- Ptáci (Pravidelné hnízdění asi 100 druhů ptáků)
  - Dravci: káně lesní a káně rousná, jestřáb lesní, krahujec obecný, včelojed lesní, poštolka obecná
  - Sovy: kalous ušatý, puštík obecný, sýček obecný, výr velký, sova pálená
  - Šplhavci: strakapoud velký, datel černý, žluna zelená, krutihlav obecný
  - Pěvci: sýkora koňadra, sýkora modřinka, několik druhů pěnic, hýl obecný, strnad lesní, červenka obecná, kos černý, drozd zpěvný, sojka obecná, čížek lesní, střízlík obecný, rehek zahradní, brhlík lesní aj.
- Bezobratlí: svinutec zploštělý (Anisus vorticulus), Gyraulus rossmaessleri, Pisidium pseudosphaerium, Cochlicopa nitens.
- Korýši: rak říční
- Hmyz:
  - Brouci: Krascovití – Lampra mirifica, Anthaxia deaurata, Kovaříkovití – Selatosomus cruciatus, Tesaříkovití – Saphanus piceus, Saperda octopunctata, Oplosia fenica aj.

## Turistika

### Města
- Mohelnice
- Moravská Třebová
- Zábřeh

### Hrady, zámky, tvrze

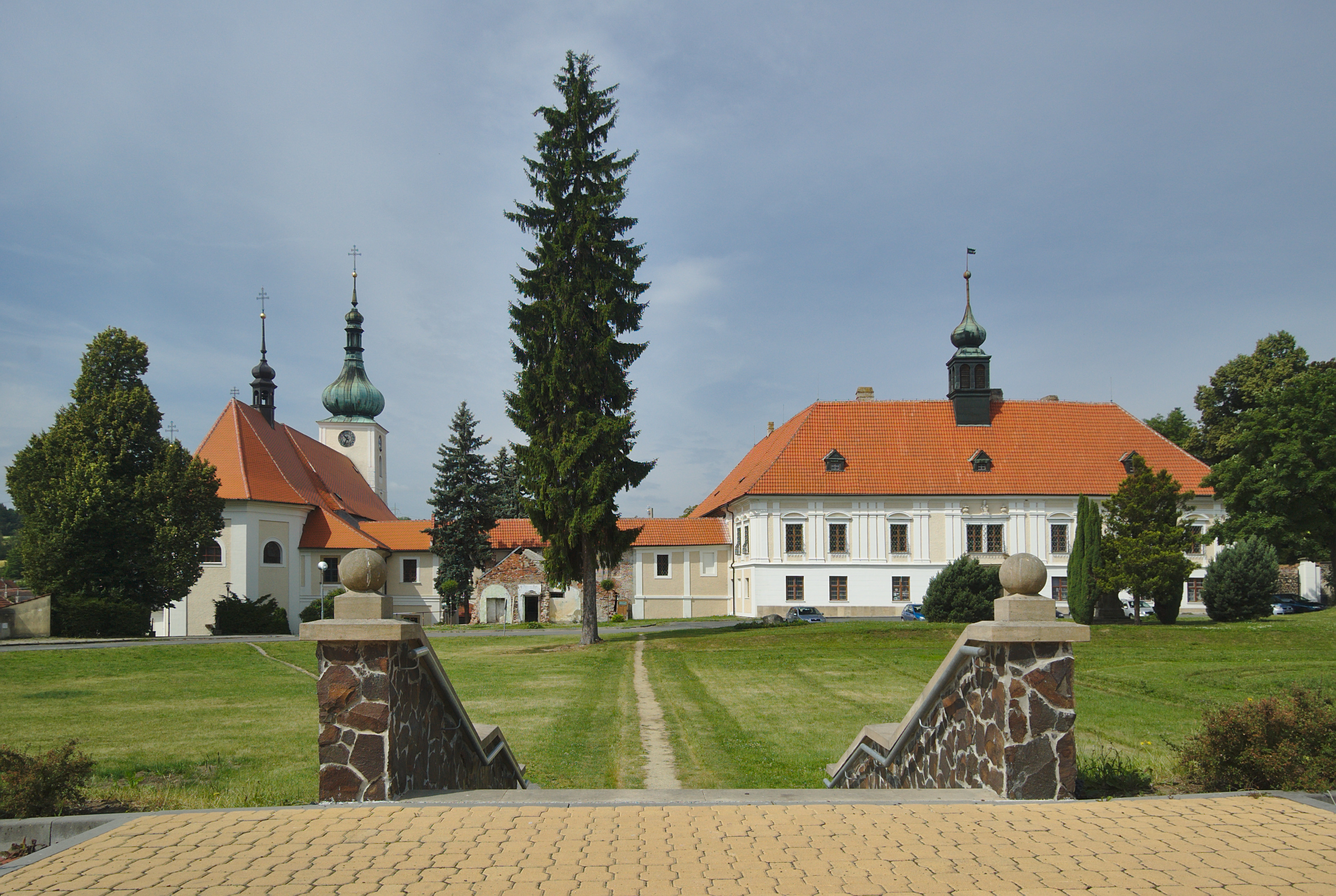
Kostel Narození Panny Marie a zámek Konice

- Bílá Lhota (zámek)
- Bouzov (hrad)
- Cimburk-Trnávka (hrad)
- Hoštejn (hrad)
- Jesenec (zámek)
- Konice (zámek)
- Mírov (hrad)
- Moravská Třebová (zámek)
- Podolí (tvrz)
- Špránek (zřícenina hradu)
- Tatenice (zámek)
- Vraní Hora (zřícenina hradu)
- Vranová Lhota (zámek)
- Zábřeh na Moravě (zámek)
- Žádlovice (zámek)

### Historické zajímavosti
- rozhledna na Lázku

### Vodácké možnosti
- Březná
- Moravská Sázava
- Třebůvka

## Fotogalerie

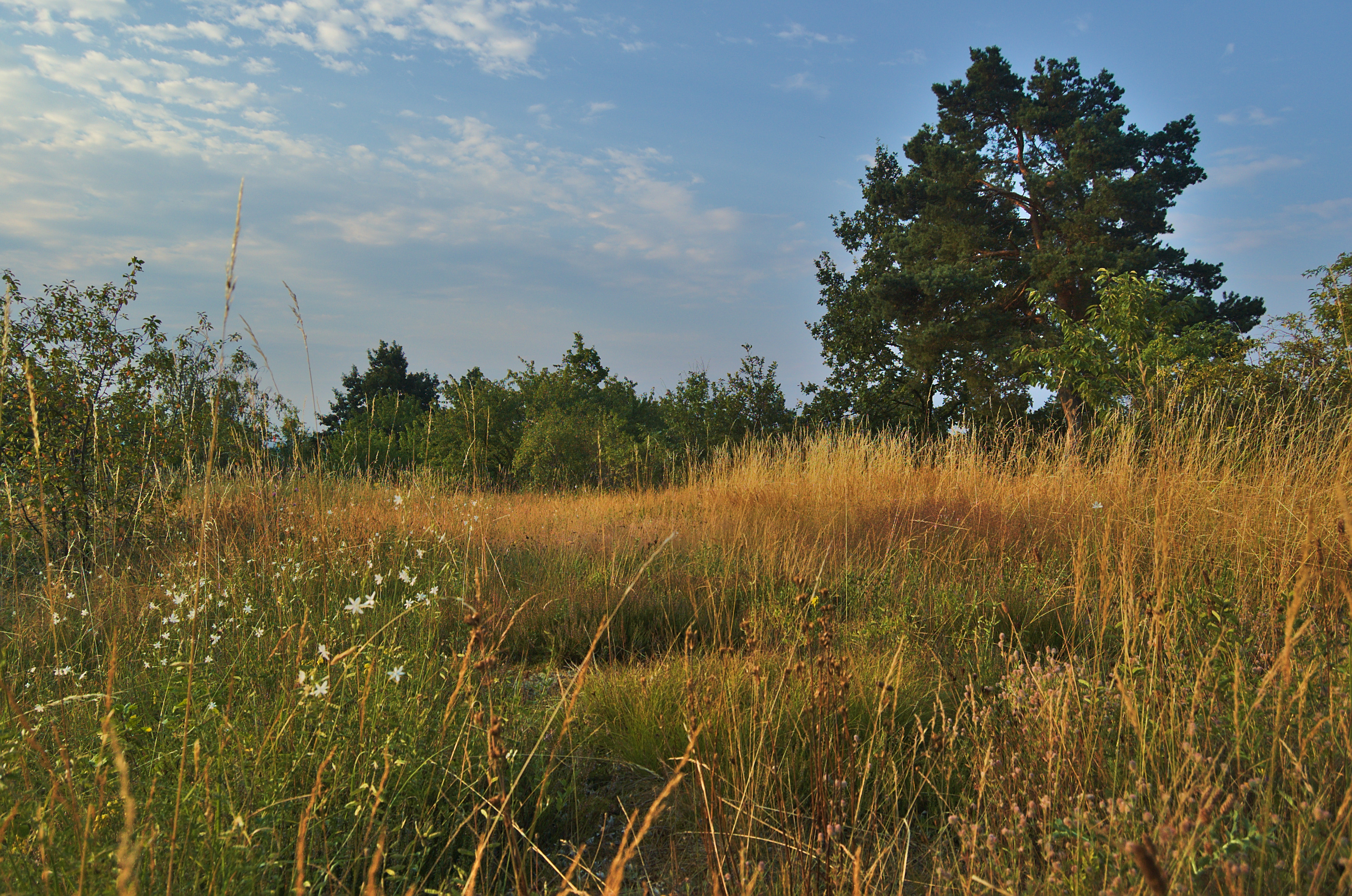
Přírodní rezervace Malý Kosíř
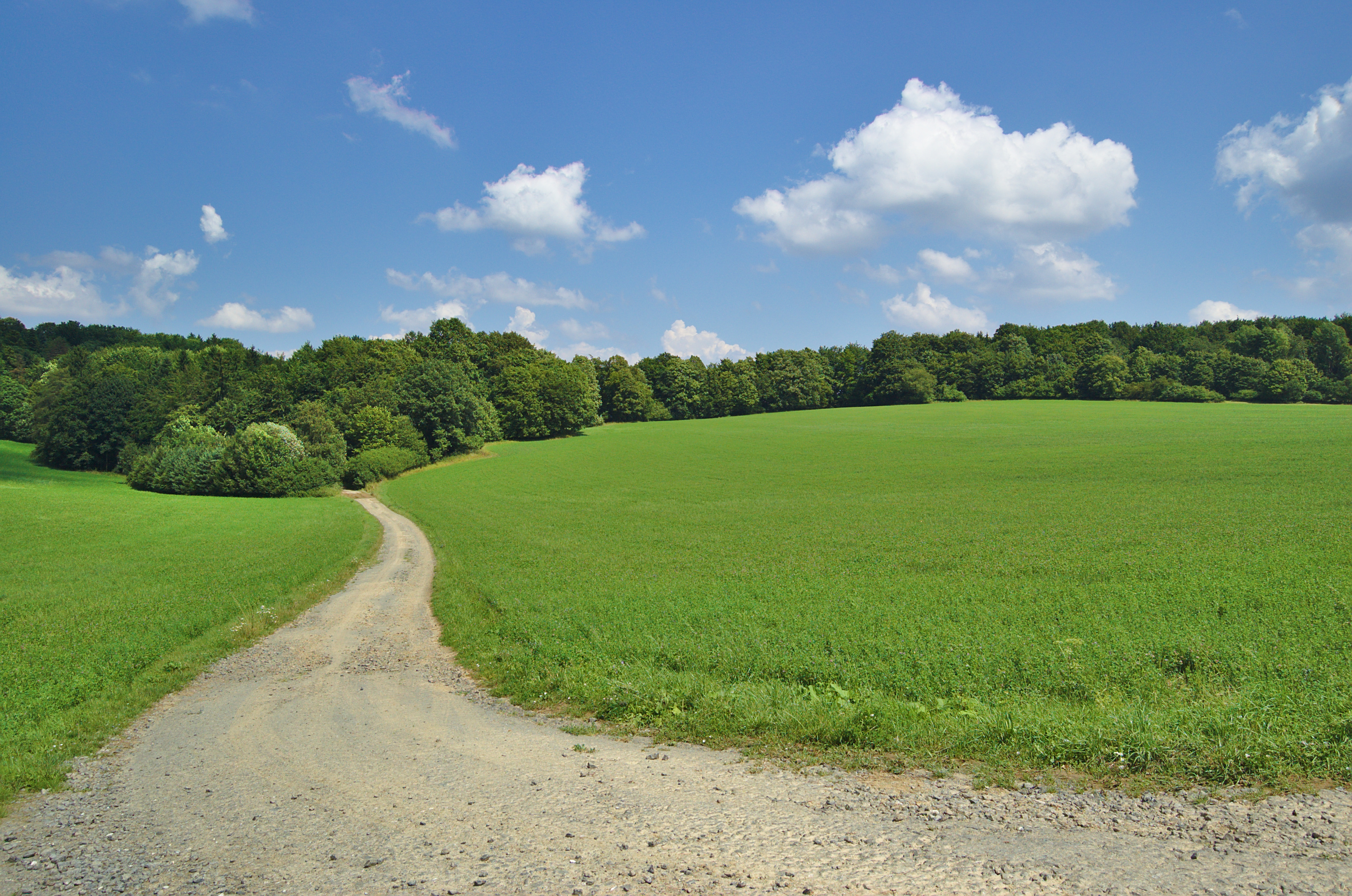
Přírodní rezervace Rudka
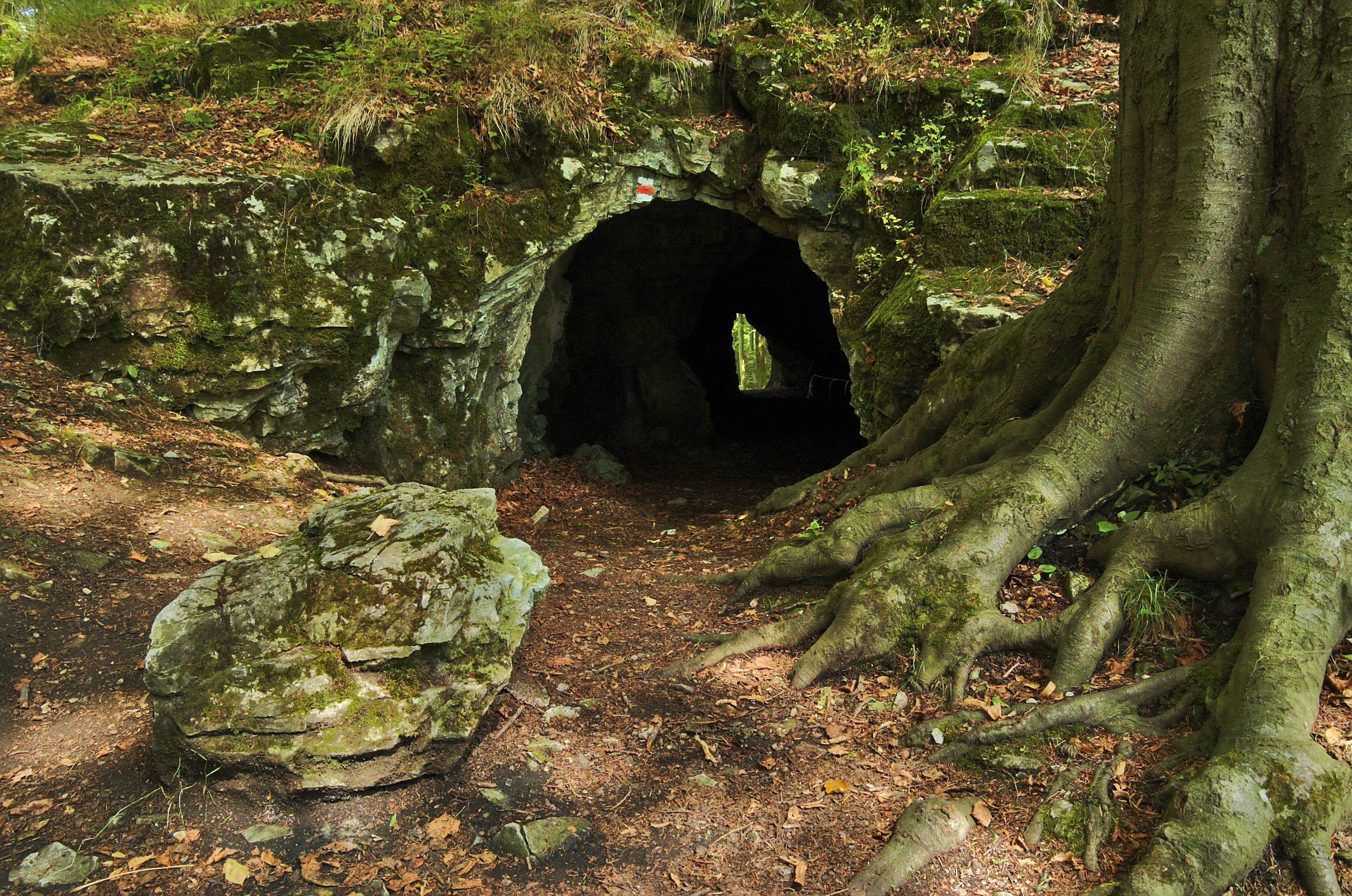
Přírodní rezervace Průchodnice
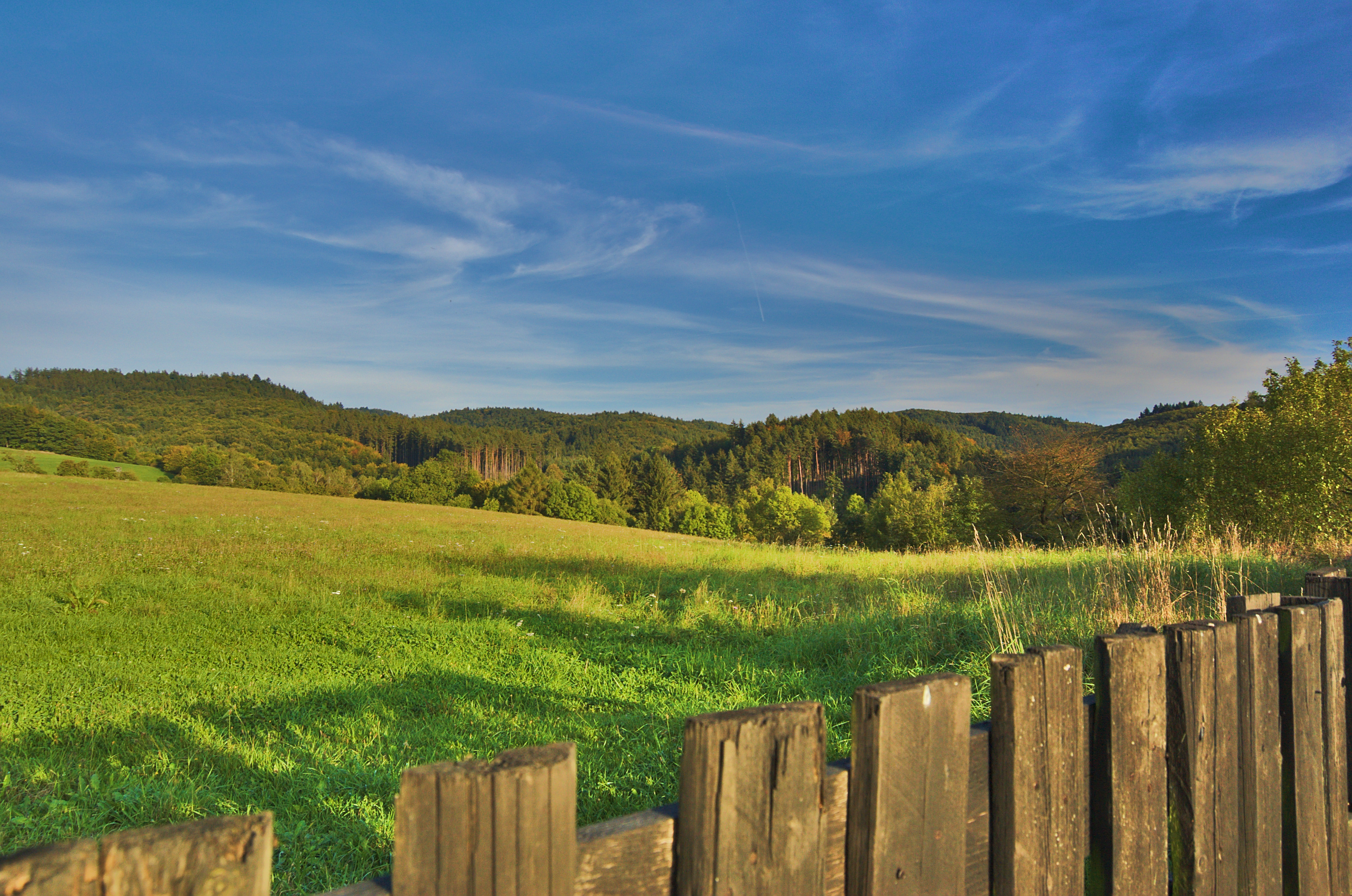
Přírodní park Bohdalov-Hartinkov
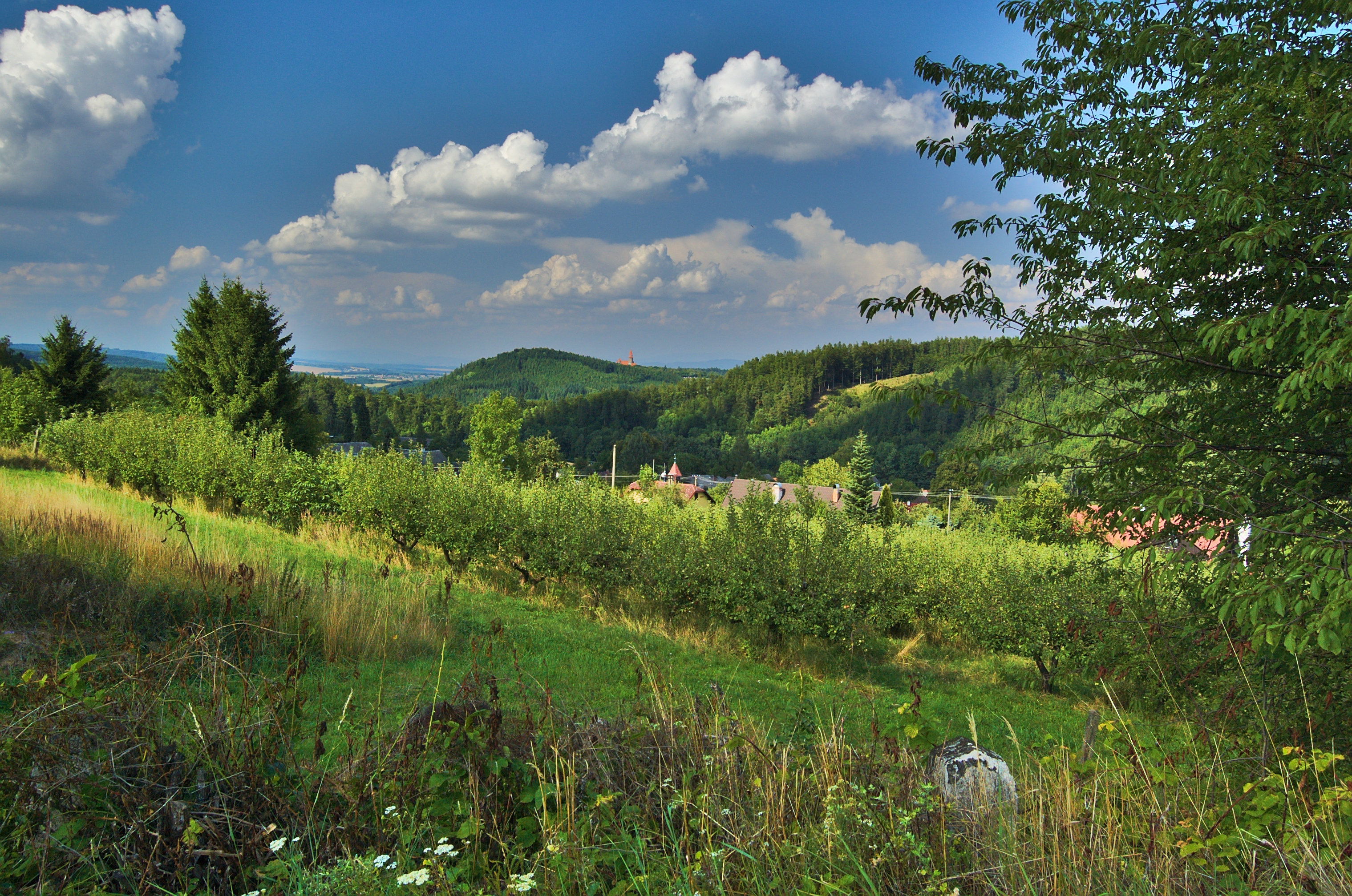
Pohled na obec Blažov od jihozápadu, v pozadí hrad Bouzov. V levé části lze pozorovat snížení do údolí Třebůvky
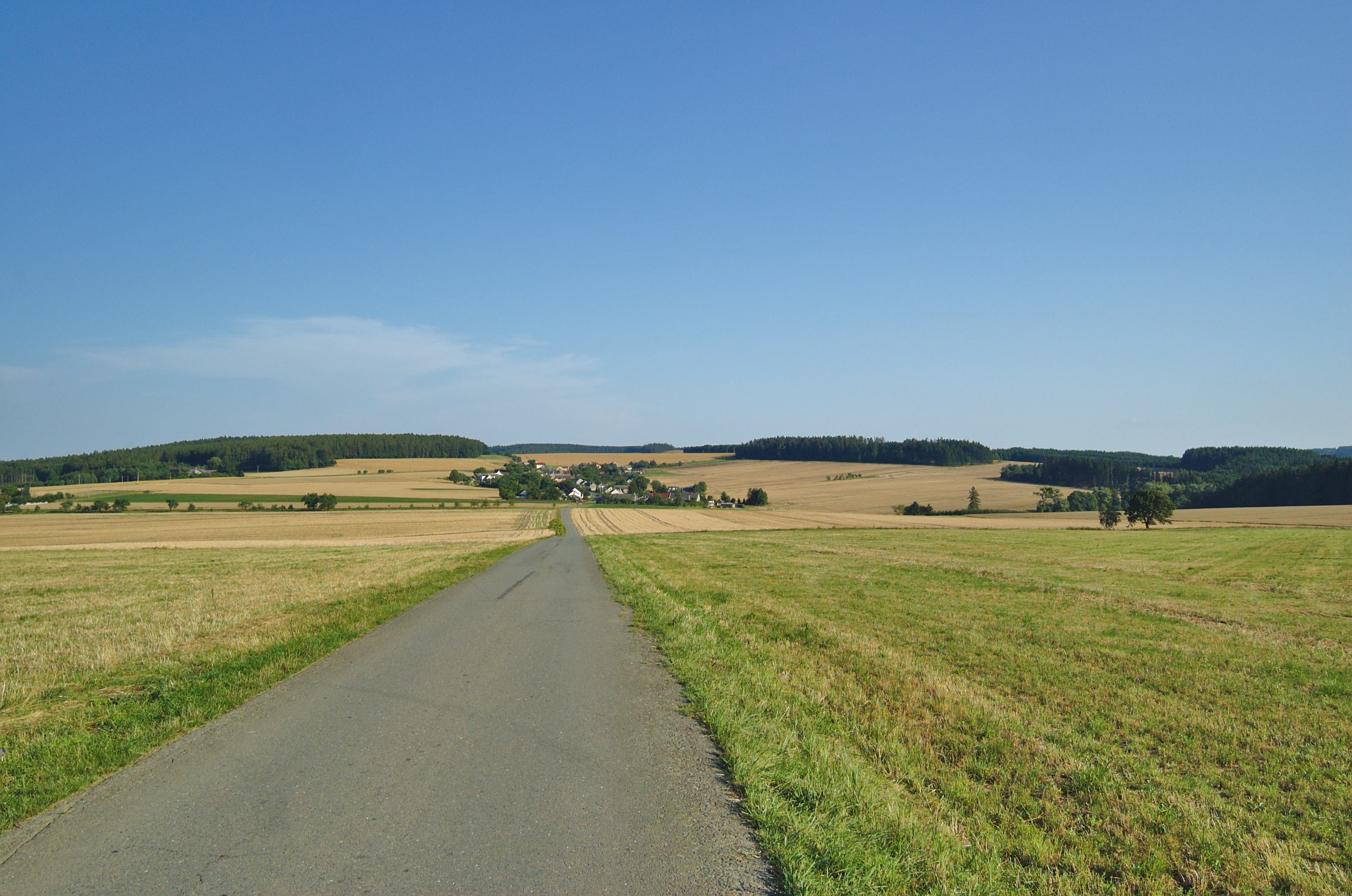
Pohled na obec Ješov
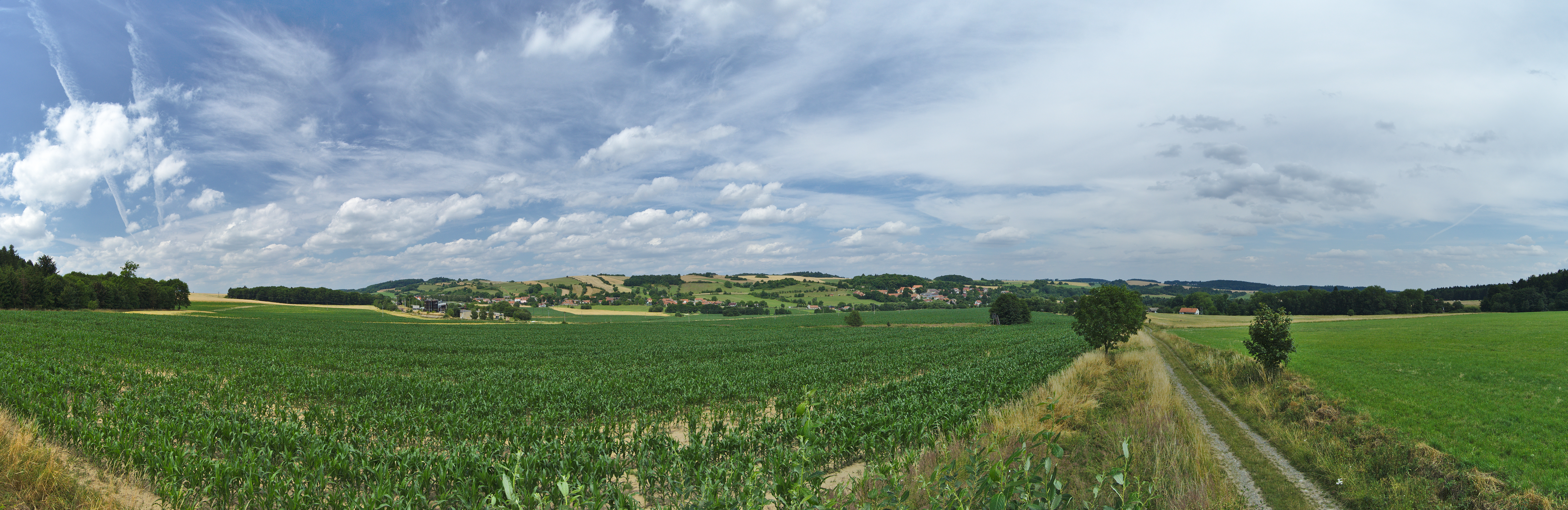
Panorama Jesence a Dzbelu z cesty nad Jesencem, jedná se o nejjižnější část vrchoviny. V pozadí lze sledovat malá políčka oddělená remízky s ostrůvky lesů i souvisle zalesněné plochy